# Fußball-Club Gelsenkirchen-Schalke 04 Basketball
Lo Schalke 04 Basketball è una società cestistica, facente parte della polisportiva F.C. Schalke 04, avente sede a Gelsenkirchen, in Germania. Fondata nel 1974 dall'unione tra SG Eurovia Buer e ASC Gelsenkirchen (prima nome della sezione cestistica della polisportiva), gioca nel campionato tedesco.
Disputa le partite interne nella Gerhart-Hauptmann-Realschule, che ha una capacità di 1.100 spettatori.